# Айнбо. Сердце Амазонии
«Айнбо. Сердце Амазонии» (англ. Ainbo: Spirit of the Amazon) ー анимационный фильм в жанре приключения от режиссеров Рихарда Клауса и Хосе Селады, основанный на рассказе Селады. Главная героиня фильма, Айнбо — бесстрашная юная девушка, подруга дочери вождя, которая решается спасти свой дом от надвигающейся беды. Её ждёт восхождение к пылающему вулкану, встреча с могущественным духом Амазонии и схватка с мифическим чудовищем.
Европейская премьера фильма состоялась 22 апреля 2021 года, в День Земли. Дата выбрана, чтобы привлечь внимание к драгоценной экосистеме тропических лесов Амазонии. В российский прокат картина вышла 18 марта.

## Сюжет
Бесстрашная юная Айнбо родилась и выросла в амазонских джунглях. Она единственная в деревне Кандамо ощущает магическую связь с природой, но недооценивает свой дар, пока её родина не оказывается в опасности. Чужеземцы хотят навести тут свои порядки, но девочка полна решимости спасти землю и свой народ. Вместе с новыми друзьями, броненосцем Дилло и тапиром Вака, она отправляется за помощью к доброму и могущественному духу Амазонии…

## Роли озвучивали
- Лола Райе ー Айнбо
- Том Хоффман ー ДеВитт
- Бернандо де Паула ー Хуаринка
- Дино Андраде ー Дилло
- Алехандра Гольяс ー Чуни
- Джо Эрнандес ー Вака
- Йени Альварез ー Лизени
- Рене Мухика ー Аток
- Сюзана Баллестерос ー Мотело Мама
- Херардо Прат ー Конибо
- Наоми Серрано ー Зуми
- Рико Сола ー Пележо

## Производство

### Разработка
Рихард Клаус и Хосе Селада, ранее уже сотрудничавшие друг с другом при создании мультфильма «Маленький вампир 3D», объединились вновь ради появления первого крупного анимационного фильма студии Tunche Films с момента её основания в 2003 году, получившего название «Айнбо. Сердце Амазонии».
Оригинальная история принадлежит Хосе Селаду. За дизайн проекта отвечал Пьер Салазар. Ранее он работал над такими фильмами, как «Лего. Фильм», «Запрещённый приём» и «Делай ноги».
Производство стартовало в 2017 году. Эд Нёлтнер, президент CMG (Cinema Management Group) с самого начала увидел потенциал проекта: «Это самый коммерчески привлекательный анимационный проект, который мы когда-либо видели. Темы и дизайн персонажей универсальный, и мы с нетерпением ждём успеха в нашем общем желании сделать „Айнбо“ всемирным хитом».
Сезар Селада помог привлечь к сотрудничеству анимационную студию Рихарда Клауса Cool Beans для сотрудничества с Tunche Films в качестве копродукционной компании. Таким образом фильм стал совместным проектом Перу и Нидерландов. CMG, в свою очередь, привлекла новых сценаристов.
24 сентября 2020 года CMG эксклюзивно поделилась первым тизером анимационного фильма с Animation Magazine.

### Дистрибуция
9 февраля 2017 года компания CMG представила фильм «Айнбо. Сердце Амазонии» на 67-м Берлинском международном кинофестивале. 20 декабря компания Tunche Films провела предварительный просмотр на анимационном фестивале Imagina Film Festival в Перу, организованном Фондом Telefónica Foundation. В 2018 году фильм был показан потенциальным покупателям на фестивале анимационных фильмов Ventana Sur в Буэнос-Айресе, а также на AFM. Итого, к 2019 году удалось подписать дистрибьюторские соглашения более чем в 108 странах. Окончательный охват продаж включает в себя 23 дистрибьютора, которые представляют более половины основных мировых рынков.
В Европе фильм планируется к выпуску 22 апреля 2021 года, в День Земли. Дата выбрана не случайно, чтобы привлечь внимание к драгоценной экосистеме тропических лесов Амазонии. В Турции лента выйдет 22 января, в Нидерландах — 10 февраля. В российский прокат «Айнбо. Сердце Амазонии» выйдет 18 марта.

### Темы
Фильм богат на мифы и легенды Амазонии, в том числе он раскрывает легенду о духах животных, которых многие цивилизации на протяжении веков описывали как своего рода опекунов в их воспитании. Духи, такие как броненосец Дилло, тапир Вака и черепаха Мотело Мама, будут направлять Айнбо в её отважной борьбе за спасение Амазонии.
Также, ключевая тема картины — защита экологии, а именно негативные последствия вырубки лесов и добычи полезных ископаемых в тропических лесах Амазонии, да и где бы то ни было.

## Анимация
При создании фильма были использованы такие технологии, как 3D-анимация, цифровая скульптура, захват движения (англ. motion capture) и визуальные эффекты (англ. VFX).

## Маркетинг
Локализованный трейлер анимационного фильма был опубликован в интернете 12 октября 2020 года.